# エリミ人

エリミ人とその隣人であるシカニ人およびシケル人のおおよその居住域（フェニキア人およびギリシア人入植開始以前）

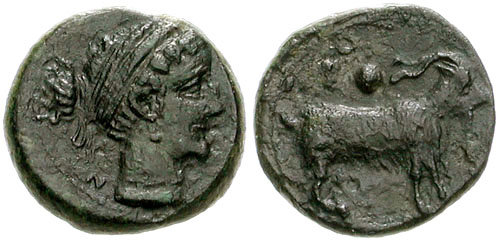
ナコナのコイン

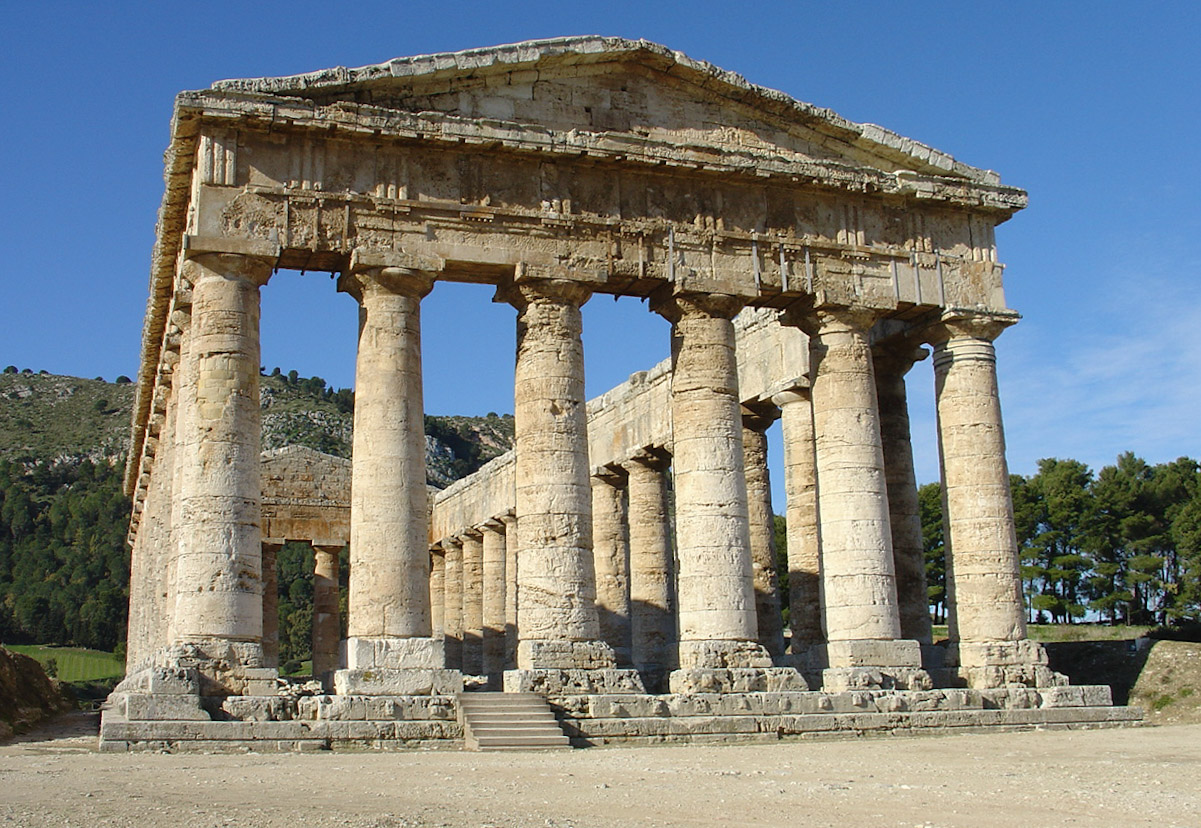
セゲスタの神殿

エリミ人またはエリモイ人（ギリシア語: Ἔλυμοι; ラテン語: Elymi）は青銅器時代からギリシア古典期にかけてシケリア（シチリア島）に居住していた、インド・ヨーロッパ語族の民族である。歴史に現れてからは、ベリーチェ川沿いの都市国家を建設しており、最も重要なのは行政的な中心都市であったセゲスタ（現在のセジェスタ）と宗教の中心であったエリュクス（現在のエリーチェ）である。他の重要都市としては、エンテラ（現在のコンテッサ・エンテッリーナ）、ハルキアエ（現在のサレーミ）、イエタス（現在のサン・ジュゼッペ・イアート）、ナコン（位置不明）、ドレパノン（現在のトラパーニ）等がある。
エリミ人がどこから来たのかは不明である。ほとんどの古代の歴史家は、エリミ人はトロイア滅亡後にシケリアに逃れて来たと述べているが、現在ではその説に異論もでている。
当初は隣接するシカニ人と文化的にも近かったと思われる。しかしその後はギリシア、フェニキア、カルタゴの影響を受けており、紀元前8世紀から紀元前5世紀頃までは、紛争も無く共存していた。紀元前4世紀になると、言語・文化ともにギリシア化された。

## 起源
エリミ人の民族起源は不明である。考古学的資料からは、東の隣人であるシカニ人と差は見られず、もともとは同じ民族であったと思われる。
エリミ人の起源に関しては、従来より二つの学説がある。一つはシケリア外から移住してきたというもので、中東、イベリア半島、イタリア半島説がある。もう一つの説は、青銅器時代末期からシケリアに居住していた人々の子孫と言うものである。1990年代からこの地域の研究が進み、この二つの説はどちらも正しいことがわかって来た。すなわちシケリアの原住民族が外部の影響、特にカルタゴとギリシアの影響を受け入れてきた。次第に社会的・政治的形態はギリシアのポリスに似たものとなり、セゲスタにはギリシア式の神殿が建設されている。

## 言語
エリミ人は自身の言語を表すのにギリシア文字を使った。しかし現在まで残っているのは碑文等に記された短文がほとんどであり、現在に至るまで、エリミ語は解読されていない。トゥキディデス（紀元前460年-紀元前395年）は、彼の時代のエリミ人を、依然として「野蛮人（異言族）」と記述している。現在の研究者はエリミ語はインド・ヨーロッパ語族に属すると考えている。しかしながら、その中でどのグループに入るかに関しては議論がある。19世紀の後半から、アナトリア語、トラキア語、フリュギア語、古代のバルカン半島の言語、ヒッタイト語、エトルリア語、イタリック語派等との関連が議論されている。

## 歴史

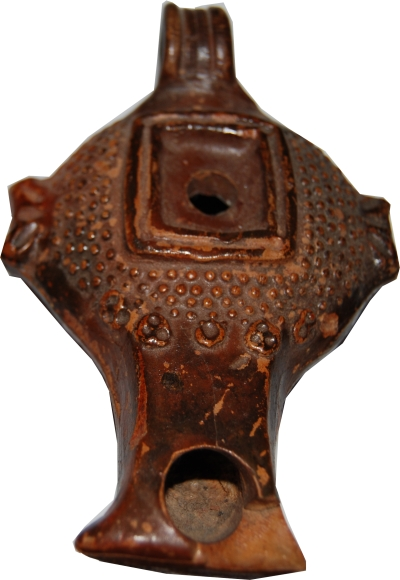
エリュクスで発掘された、奉納されたアルカイック期のランプ

フェニキア人と同様に、エリミ人は領土という概念に固執しなかったこともあり、他の地中海諸民族から「野蛮人」扱いはされていたものの、エリミ人都市はその初期においてはギリシア人やフェニキア人に征服されることはなかった。少なくとも紀元前5世紀になるまでは、エリミ人はギリシア人、フェニキア人およびカルタゴ人と平和裏に共存し、ギリシア人都市と同盟を結ぶこともあった。ギリシア化は進んでいたが、エリミ人はフェニキア人およびカルタゴ人と交易を続けており、ギリシア人都市であるセリヌスとは特に密接な関係にあった。
しかし、セリヌスの勢力が拡大すると、エリミ人最大の都市セゲスタとの間に境界紛争をかかえることとなった。セゲスタはまずアテナイと同盟し、紀元前415年から紀元前413年にかけてアテナイはシケリア遠征を行ったが敗北した。セゲスタは続いてカルタゴの属領となることを条件に救援を求め、これに応えてカルタゴは紀元前409年に大規模な遠征軍を派遣してセリヌスを破壊した。
しかし、第一次ポエニ戦争では、エリミ人は共和政ローマに味方してカルタゴと戦った。その後シケリアはローマのシキリア属州となるが、エリミ人は無税という特権を得た。これはエリミ人がトロイアの子孫であるという主張が、同じくトロイアの子孫であるとするローマ人から認められたためと思われる。ローマの治世下でエリミ人は他の民族と交じり合い、民族としての存在は消えていった。

## 参考資料
- Marchesini S., The Elymian language, [w:] O. Tribulato (red.), Language and Linguistic Contact in Ancient Sicily, Cambridge University Press, 29 listopada 2012, s. 96–114, ISBN 9781139851930
- Pocetti P., 'So many Sicilies': Introducing language and linguistic contact in ancient Sicily, [w:] O. Tribulato (red.), Language and Linguistic Contact in Ancient Sicily, Cambridge University Press, 29 listopada 2012, s. 1–48, ISBN 9781139851930
- Tribulato O., Language relations in Sicily: evidence for the speech of the Σικανοί, the Σικελοί and others, [w:] O. Tribulato (red.), Language and Linguistic Contact in Ancient Sicily, Cambridge University Press, 29 listopada 2012, s. 49–94, ISBN 9781139851930
- Giuseppe Valenza, Elamiti Elimioti Elimi Il Teatro Genealogico degli Elimi nel crocevia del Mediterraneo. Marostica, 2022, ISBN 978-88-908854-2-6.